# Doritites bosniackii
Doritites bosniackii là một loài bướm ngày hóa thạch thuộc phân họ Parnassiinae họ bướm phượng. Chi và loài duy nhất được miêu tả có tuổi Miocene ở Tuscany, Italy.

## Hình ảnh

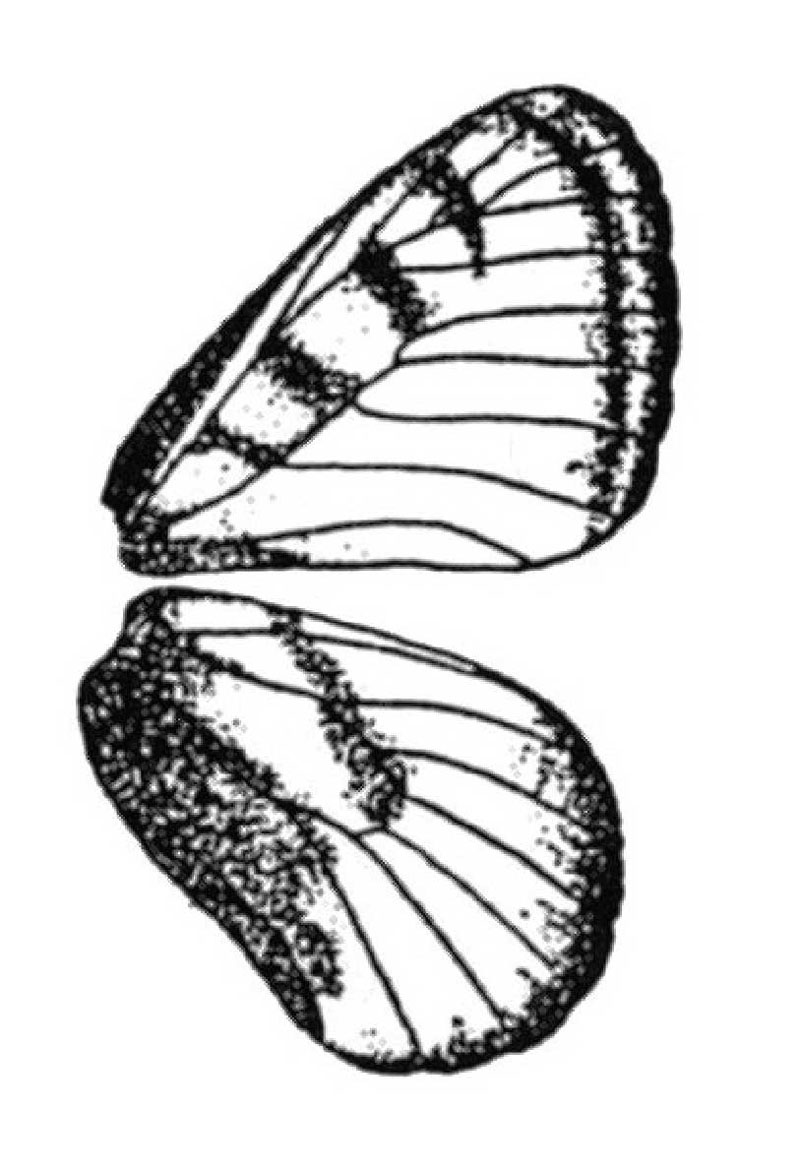